# 富澤誠造
富澤 誠造（とみざわ せいぞう、1910年（明治43年）月日 - 1978年（昭和53年）月日）は、千葉県出身のゴルフ場設計者。

## 人物
富澤誠造は、1910年（明治43年）、千葉県東葛飾郡に生まれ、1924年（大正14年）14歳で、「武蔵野カンツリー倶楽部・六実コース」（1930年（昭和5年）、「武蔵野カンツリー倶楽部・藤ヶ谷コース」開場、1944年（昭和19年）閉鎖）のグリーンキーパーとして働いた。
1950年（昭和25年）、ゴルフ場の工事を得意とする安達建設の設計部に入社、井上誠一の下で「川崎国際カントリー倶楽部」（現・川崎国際生田緑地ゴルフ場）の工事監督として働きながら、井上からゴルフ場の設計を学んだ。
1957年（昭和32年）、富澤のコース設計第1号である「千葉カントリークラブ・川間コース」が開場した。1955年（昭和30年）から1965年（昭和40年）の間、ゴルフ場の建設ブームが訪れ、息子の富澤廣親と共同で100コース以上の設計を行った。ゴルフ場の設計件数では、国内で一番の設計家だった。
富澤に仕事が多かったのは、グリーンキーパー出身であったこと、コース管理が容易な設計を心掛けたことである。グリーンの設計では、メイングリーン、サブグリーンという従来の2グリーンの手法でなく、2グリーンとも同じ距離とし、グリーン管理を容易にした。

## 主な設計コース
- 1957年（昭和32年） 
  - 「千葉カントリークラブ・川間コース」千葉県野田市
- 1958年（昭和33年）
  - 「高坂カントリークラブ」埼玉県東松山市
  - 「修善寺カントリークラブ」静岡県伊豆市[2]
- 1959年（昭和34年）
  - 「府中カントリークラブ」東京都多摩市
  - 「栃木カントリークラブ」栃木県栃木市
  - 「琵琶湖カントリー倶楽部」滋賀県栗東市
- 1961年（昭和36年）
  - 「小田原湯本カントリークラブ」神奈川県足柄下郡箱根町
  - 「藤ケ谷カントリークラブ」千葉県柏市[3]
- 1962年（昭和37年）
  - 「仙台カントリー倶楽部」宮城県名取市[4]
  - 「高根カントリー倶楽部」埼玉県比企郡滑川町[5]
  - 「船橋カントリークラブ」千葉県白井市
  - 「那須国際カントリークラブ」栃木県那須郡那須町
  - 「武蔵野ゴルフクラブ」（改造設計）東京都八王子市
- 1963年（昭和38年）
  - 「富谷カントリークラブ」宮城県富谷市
  - 「白河高原カントリークラブ」福島県西白河郡西郷村
  - 「諏訪湖カントリークラブ」長野県諏訪市
- 1964年（昭和39年）
  - 「総武カントリークラブ」千葉県印西市
  - 「長野カントリークラブ」長野県長野市
- 1965年（昭和40年）
  - 「KOSHIGAYA GOLF CLUB」（旧・越谷ゴルフ倶楽部）埼玉県吉川市
  - 「新津カントリークラブ」新潟県新潟市[6]
- 1966年（昭和41年）
  - 「湯の浜カントリークラブ」山形県鶴岡市
  - 「安達太良カントリークラブ」福島県二本松市[7]
  - 「キャスコ花葉CLUB・本コース、花葉コース」千葉県成田市[8]
  - 「富士箱根カントリークラブ」静岡県伊豆の国市
- 1968年（昭和43年）
  - 「佐倉カントリー倶楽部」千葉県佐倉市[9]
  - 「ニューセントラルゴルフ倶楽部」栃木県宇都宮市[10]
- 1969年（昭和44年）
  - 「レインボーカントリー倶楽部」神奈川県足柄上郡中井町[11]
- 1970年（昭和45年）
  - 「日本カントリークラブ」埼玉県入間郡越生町[12]
  - 「房州カントリークラブ」千葉県館山市[13]
- 1971年（昭和46年）
  - 「松本カントリークラブ」長野県松本市[14]
- 1972年（昭和47年）
  - 「阿寒カントリークラブ」北海道釧路市[15]
  - 「宮古カントリークラブ」岩手県宮古市
- 1973年（昭和48年）
  - 「東蔵王ゴルフ倶楽部」宮城県柴田郡川崎町[16]
  - 「皆川城カントリークラブ」栃木県栃木市[17]
  - 「美野原カントリークラブ」群馬県吾妻郡中之条町[18]
- 1974年（昭和49年）
  - 「白帆カントリークラブ」茨城県鉾田市[19]
  - 「東ノ宮カントリークラブ」栃木県芳賀郡茂木町[20]
  - 「足柄森林カントリー倶楽部」静岡県駿東郡小山町[21]
  - 「島ヶ原カントリークラブ」三重県伊賀市[22]
  - 「高松グランドカントリークラブ」香川県木田郡三木町[23]
  - 「有明カントリークラブ ・大牟田ゴルフ場」福岡県大牟田市[24]
  - 「熊本空港カントリークラブ」熊本県菊池郡菊陽町
- 1975年（昭和50年）
  - 「セント旭川ゴルフ倶楽部」北海道上川郡鷹栖町[25]
  - 「万木城カントリークラブ」千葉県いすみ市[26]
  - 「管平グリーンゴルフ」長野県須坂市[27]
  - 「サニーカントリークラブ」長野県佐久市[28]
  - 「日本原カンツリー倶楽部」岡山県美作市[29]
  - 「北山カントリー倶楽部」佐賀県佐賀市[30]
- 1976年（昭和51年）
  - 「大札幌カントリークラブ」北海道札幌市[31]
  - 「大日向カントリー倶楽部」栃木県さくら市[32]
  - 「上毛カントリー倶楽部」（旧・上毛森林カントリー倶楽部）群馬県吾妻郡高山村[33]
  - 「賀茂カントリークラブ」広島県東広島市[34]
  - 「大山平原ゴルフクラブ」鳥取県西伯郡伯耆町[35]
- 1977年（昭和52年）
  - 「スパリゾートハワイアンズ・ゴルフコース」福島県いわき市[36]
  - 「鶴カントリー倶楽部」栃木県宇都宮市[37]
  - 「あさひヶ丘カントリークラブ」栃木県栃木市[38]
  - 「蒲生ゴルフ倶楽部」滋賀県蒲生郡日野町[39]
- 1978年（昭和53年）
  - 「福島石川カントリークラブ」（2017年（平成29年）閉鎖）福島県石川郡石川町
  - 「加茂ゴルフ倶楽部」千葉県市原市[40]
  - 「富士カントリー笠間倶楽部」茨城県笠間市[41]
  - 「茨城パシフィックカントリー倶楽部」茨城県北茨城市[42]
  - 「御殿場東名ゴルフクラブ」静岡県御殿場市[43]
- 1979年（昭和54年）
  - 「中日カントリークラブ」三重県鈴鹿市[44]
- 1982年（昭和57年）
  - 「水府ゴルフクラブ」茨城県常陸太田市[45]
- 1985年（昭和60年）
  - 「月夜野カントリークラブ」（2015年（平成27年）閉鎖）群馬県利根郡みなかみ町
- 1995年（昭和70年）
  - 「北海道ポロトゴルフクラブ」（旧・北海道白老ゴルフリゾート）北海道白老郡白老町[46]

## 脚註
1. 1 2 3 4 5 6 7  『美しい日本のゴルフコース BEAUTIFUL GOLF CULTURE IN JAPAN 日本のゴルフ110年記念 ゴルフは日本の新しい伝統文化である』、ゴルフダイジェスト社「美しい日本のゴルフコース」編纂委員会編、「井上誠一の下で働いて設計術を学び100以上のコースを設計した」、東京 ゴルフダイジェスト社、2013年12月、2021年3月4日閲覧
2. ↑  「修善寺カントリークラブ」、2021年3月4日閲覧
3. ↑  「藤ケ谷カントリークラブ」、2021年3月4日閲覧
4. ↑  「仙台カントリー倶楽部」、2021年3月4日閲覧
5. ↑  「高根カントリー倶楽部」、2021年3月4日閲覧
6. ↑  「新津カントリークラブ」、2021年3月4日閲覧
7. ↑  「安達太良カントリークラブ」、2021年3月4日閲覧
8. ↑  「キャスコ花葉CLUB」、2021年3月4日閲覧
9. ↑  「佐倉カントリー倶楽部」、2021年3月4日閲覧
10. ↑  「ニューセントラルゴルフ倶楽部」、2021年3月4日閲覧
11. ↑  「レインボーカントリー倶楽部」、2021年3月4日閲覧
12. ↑  「日本カントリークラブ」、2021年3月4日閲覧
13. ↑  「房州カントリークラブ」、2021年3月4日閲覧
14. ↑  「松本カントリークラブ」、2021年3月4日閲覧
15. ↑  「阿寒カントリークラブ」、2021年3月4日閲覧
16. ↑  「東蔵王ゴルフ倶楽部」、2021年3月4日閲覧
17. ↑  「皆川城カントリークラブ」、2021年3月4日閲覧
18. ↑  「美野原カントリークラブ」、2021年3月4日閲覧
19. ↑  「白帆カントリークラブ」、2021年3月4日閲覧
20. ↑  「東ノ宮カントリークラブ」、2021年3月4日閲覧
21. ↑  「足柄森林カントリー倶楽部」、2021年3月4日閲覧
22. ↑  「島ヶ原カントリークラブ」、2021年3月4日閲覧
23. ↑  「高松グランドカントリークラブ」、2021年3月4日閲覧
24. ↑  「有明カントリークラブ」、2021年3月4日閲覧
25. ↑  「セント旭川ゴルフ倶楽部」、2021年3月4日閲覧
26. ↑  「万木城カントリークラブ」、2021年3月4日閲覧
27. ↑  「管平グリーンゴルフ」、2021年3月4日閲覧
28. ↑  「サニーカントリークラブ」、2021年3月4日閲覧
29. ↑  「日本原カンツリー倶楽部」、2021年3月4日閲覧
30. ↑  「北山カントリー倶楽部」、2021年3月4日閲覧
31. ↑  「大札幌カントリークラブ」、2021年3月4日閲覧
32. ↑  「大日向カントリー倶楽部」、2021年3月4日閲覧
33. ↑  「上毛カントリー倶楽部」、2021年3月4日閲覧
34. ↑  「賀茂カントリークラブ」、2021年3月4日閲覧
35. ↑  「大山平原ゴルフクラブ」、2021年3月4日閲覧
36. ↑  「スパリゾートハワイアンズ・ゴルフコース」、2021年3月4日閲覧
37. ↑  「鶴カントリー倶楽部」、2021年3月4日閲覧
38. ↑  「あさひヶ丘カントリークラブ」、2021年3月4日閲覧
39. ↑  「蒲生ゴルフ倶楽部」、2021年3月4日閲覧
40. ↑  「加茂ゴルフ倶楽部」、2021年3月4日閲覧
41. ↑  「富士カントリー笠間倶楽部」、2021年3月4日閲覧
42. ↑  「茨城パシフィックカントリー倶楽部」、2021年3月4日閲覧
43. ↑  「御殿場東名ゴルフクラブ」、2021年3月4日閲覧
44. ↑  「中日カントリークラブ」、2021年3月4日閲覧
45. ↑  「水府ゴルフクラブ」、2021年3月4日閲覧
46. ↑  「北海道ポロトゴルフクラブ」、2021年3月4日閲覧

## 関連文献
- 『美しい日本のゴルフコース BEAUTIFUL GOLF CULTURE IN JAPAN 日本のゴルフ110年記念 ゴルフは日本の新しい伝統文化である』、ゴルフダイジェスト社「美しい日本のゴルフコース」編纂委員会編、「井上誠一の下で働いて設計術を学び100以上のコースを設計した」、東京 ゴルフダイジェスト社、2013年12月、2021年3月4日閲覧